# NaLyssa Smith
NaLyssa Smith (* 8. August 2000 in San Antonio, Texas) ist eine US-amerikanische Basketballspielerin. 

## Karriere
Vor ihrer professionellen Karriere in der WNBA spielte Smith von 2018 bis 2022 College-Basketball für die Baylor Lady Bears, mit denen sie 2019 die NCAA Division I Basketball Championship gewann. Im Jahr 2021 wurde sie mit der Wade Trophy als beste College-Basketballspielerin der Saison 2020/21 ausgezeichnet.
Beim WNBA Draft 2022 wurde Smith an 2. Stelle von den Indiana Fever ausgewählt, für die sie seither in der nordamerikanischen Basketballprofiliga der Damen spielt.